# FIFA World Player 2009
El davanter argentí Lionel Messi va guanyar el FIFA World Player of the Year 2009 el 21 de desembre del 2009, mentre que Marta va guanyar el premi femení per quart any consecutiu.

## Resultats

### Homes
Els cinc primers classificats:
| Posició | Jugador           | Punts | Equip           |
| ------- | ----------------- | ----- | --------------- |
| 1       | Lionel Messi      | 1.073 | FC Barcelona    |
| 2       | Cristiano Ronaldo | 352   | Reial Madrid CF |
| 3       | Xavi Hernández    | 196   | FC Barcelona    |
| 4       | Kaká              | 190   | Reial Madrid CF |
| 5       | Andrés Iniesta    | 134   | FC Barcelona    |

### Dones
Les cinc finalistes han estat:
- Marta Vieira da Silva (Guanyadora)
- Cristiane
- Inka Grings
- Birgit Prinz
- Kelly Smith